# SD Lemona
Sociedad Deportiva Lemona byl španělský fotbalový klub sídlící ve městě Lemoa v Baskickém autonomním společenství. Klub byl založen v roce 1923, zanikl v roce 2012 kvůli finančním problémům.
Své domácí zápasy hrál klub na stadionu Estadio Arlonagusia s kapacitou 5 000 diváků.

## Umístění v jednotlivých sezonách
Legenda: Z - zápasy, V - výhry, R - remízy, P - porážky, VG - vstřelené góly, OG - obdržené góly, +/- - rozdíl skóre, B - body, červené podbarvení - sestup, zelené podbarvení - postup, světle fialové podbarvení - přesun do jiné soutěže
| Sezóny  | Liga                        | Úroveň | Z   | V   | R   | P   | VG  | OG  | B   | +/- | Pozice |
| ------- | --------------------------- | ------ | --- | --- | --- | --- | --- | --- | --- | --- | ------ |
| 1976/77 | División de Honor           | 4      | ... | ... | ... | ... | ... | ... | ... | ... |        |
| 1977/78 | Tercera División – sk. II   | 4      | 38  | 15  | 12  | 11  | 48  | 35  | +13 | 42  | 7.     |
| 1978/79 | Tercera División – sk. II   | 4      | 38  | 11  | 13  | 14  | 40  | 47  | -7  | 35  | 13.    |
| 1979/80 | Tercera División – sk. III  | 4      | 38  | 8   | 10  | 20  | 33  | 68  | -35 | 26  | 20.    |
| 1980/81 | Tercera División – sk. III  | 4      | 38  | 12  | 7   | 19  | 38  | 56  | -18 | 31  | 18.    |
| 1981/82 | Tercera División – sk. III  | 4      | 38  | 15  | 8   | 15  | 49  | 47  | +2  | 38  | 7.     |
| 1982/83 | Tercera División – sk. III  | 4      | 38  | 11  | 13  | 14  | 49  | 56  | -7  | 35  | 13.    |
| 1983/84 | Tercera División – sk. III  | 4      | 38  | 14  | 13  | 11  | 50  | 45  | +5  | 41  | 10.    |
| 1984/85 | Tercera División – sk. III  | 4      | 38  | 11  | 9   | 18  | 40  | 68  | -28 | 31  | 18.    |
| 1985/86 | División de Honor           | 5      | ... | ... | ... | ... | ... | ... | ... | ... |        |
| 1986/87 | Tercera División – sk. IV   | 4      | 38  | 20  | 8   | 10  | 69  | 36  | +33 | 48  | 3.     |
| 1987/88 | Segunda División B – sk. I  | 3      | 38  | 14  | 14  | 10  | 34  | 31  | +3  | 42  | 7.     |
| 1988/89 | Segunda División B – sk. I  | 3      | 38  | 9   | 15  | 14  | 29  | 33  | -4  | 33  | 15.    |
| 1989/90 | Segunda División B – sk. II | 3      | 38  | 10  | 23  | 5   | 36  | 28  | +8  | 43  | 7.     |
| 1990/91 | Segunda División B – sk. II | 3      | 38  | 13  | 15  | 10  | 39  | 31  | +8  | 41  | 6.     |
| 1991/92 | Segunda División B – sk. II | 3      | 38  | 12  | 11  | 15  | 33  | 50  | -17 | 35  | 15.    |
| 1992/93 | Segunda División B – sk. II | 3      | 38  | 10  | 14  | 14  | 32  | 34  | -2  | 35  | 14.    |
| 1993/94 | Segunda División B – sk. II | 3      | 38  | 12  | 14  | 12  | 46  | 39  | +7  | 38  | 10.    |
| 1994/95 | Segunda División B – sk. II | 3      | 38  | 14  | 10  | 14  | 40  | 51  | -11 | 38  | 8.     |
| 1995/96 | Segunda División B – sk. II | 3      | 38  | 11  | 13  | 14  | 35  | 39  | -4  | 46  | 14.    |
| 1996/97 | Segunda División B – sk. II | 3      | 38  | 18  | 7   | 13  | 41  | 33  | +8  | 61  | 4.     |
| 1997/98 | Segunda División B – sk. II | 3      | 38  | 12  | 15  | 11  | 33  | 30  | +3  | 51  | 9.     |
| 1998/99 | Segunda División B – sk. II | 3      | 38  | 9   | 11  | 18  | 32  | 43  | -11 | 38  | 18.    |
| 1999/00 | Tercera División – sk. IV   | 4      | 38  | 19  | 11  | 8   | 53  | 31  | +22 | 68  | 2.     |
| 2000/01 | Tercera División – sk. IV   | 4      | 38  | 28  | 8   | 2   | 83  | 24  | +59 | 92  | 1.     |
| 2001/02 | Tercera División – sk. IV   | 4      | 38  | 23  | 9   | 6   | 73  | 31  | +42 | 78  | 1.     |
| 2002/03 | Tercera División – sk. IV   | 4      | 38  | 17  | 11  | 10  | 55  | 31  | +24 | 62  | 4.     |
| 2003/04 | Tercera División – sk. IV   | 4      | 38  | 21  | 13  | 4   | 68  | 26  | +42 | 76  | 4.     |
| 2004/05 | Segunda División B – sk. II | 3      | 38  | 14  | 16  | 8   | 34  | 26  | +8  | 58  | 8.     |
| 2005/06 | Segunda División B – sk. II | 3      | 38  | 13  | 14  | 11  | 27  | 25  | +2  | 53  | 9.     |
| 2006/07 | Segunda División B – sk. II | 3      | 38  | 15  | 15  | 8   | 40  | 28  | +12 | 60  | 8.     |
| 2007/08 | Segunda División B – sk. II | 3      | 38  | 17  | 9   | 12  | 42  | 34  | +8  | 60  | 7.     |
| 2008/09 | Segunda División B – sk. I  | 3      | 38  | 16  | 10  | 12  | 31  | 31  | 0   | 58  | 6.     |
| 2009/10 | Segunda División B – sk. I  | 3      | 38  | 13  | 14  | 11  | 51  | 32  | +9  | 53  | 6.     |
| 2010/11 | Segunda División B – sk. II | 3      | 38  | 13  | 14  | 11  | 42  | 38  | +4  | 53  | 10.    |
| 2011/12 | Segunda División B – sk. II | 3      | 38  | 6   | 11  | 21  | 26  | 60  | -34 | 29  | 19.    |